# Carlos Olímpio Stock
Pour les articles homonymes, voir Stock (homonymie).
Carlos Olímpio Stock est un homme politique santoméen, avocat de profession.

## Biographie
Il est ministre de la Défense et de la Sécurité publique dans le XIVe gouvernement de Patrice Trovoada de 2010 à 2012 et ministre de la Défense et de la Mer dans le XVIe gouvernement, également dirigé par Trovoada, de 2014 à 2016.
Il est candidat indépendant à l'élection présidentielle de 2021.